# Karin Hussing
Karin Hussing (* 4. August 1941 in Recklinghausen; † 1. August 1999) war eine deutsche Politikerin und Landtagsabgeordnete (CDU).

## Leben und Beruf
Nach dem Besuch der Volksschule und des Gymnasiums mit dem Abschluss Abitur war sie von 1960 bis 1967 bei einer Sparkasse tätig. Dem schloss sich eine Familienphase an. 1974 wurde Hussing Mitglied der CDU. Sie war in zahlreichen Gremien der CDU vertreten, so war sie u. a. stellvertretende Landesvorsitzende der Frauen-Union.

## Abgeordneter
Vom 31. Mai 1990 bis zu ihrem Tod am 1. August 1999 war Hussing Mitglied des Landtags des Landes Nordrhein-Westfalen. Sie wurde jeweils über die Landesliste ihrer Partei gewählt. 
Dem Stadtrat der Stadt Herne gehörte sie von 1979 bis 1990 an.